# Råttsvans (frisyr)

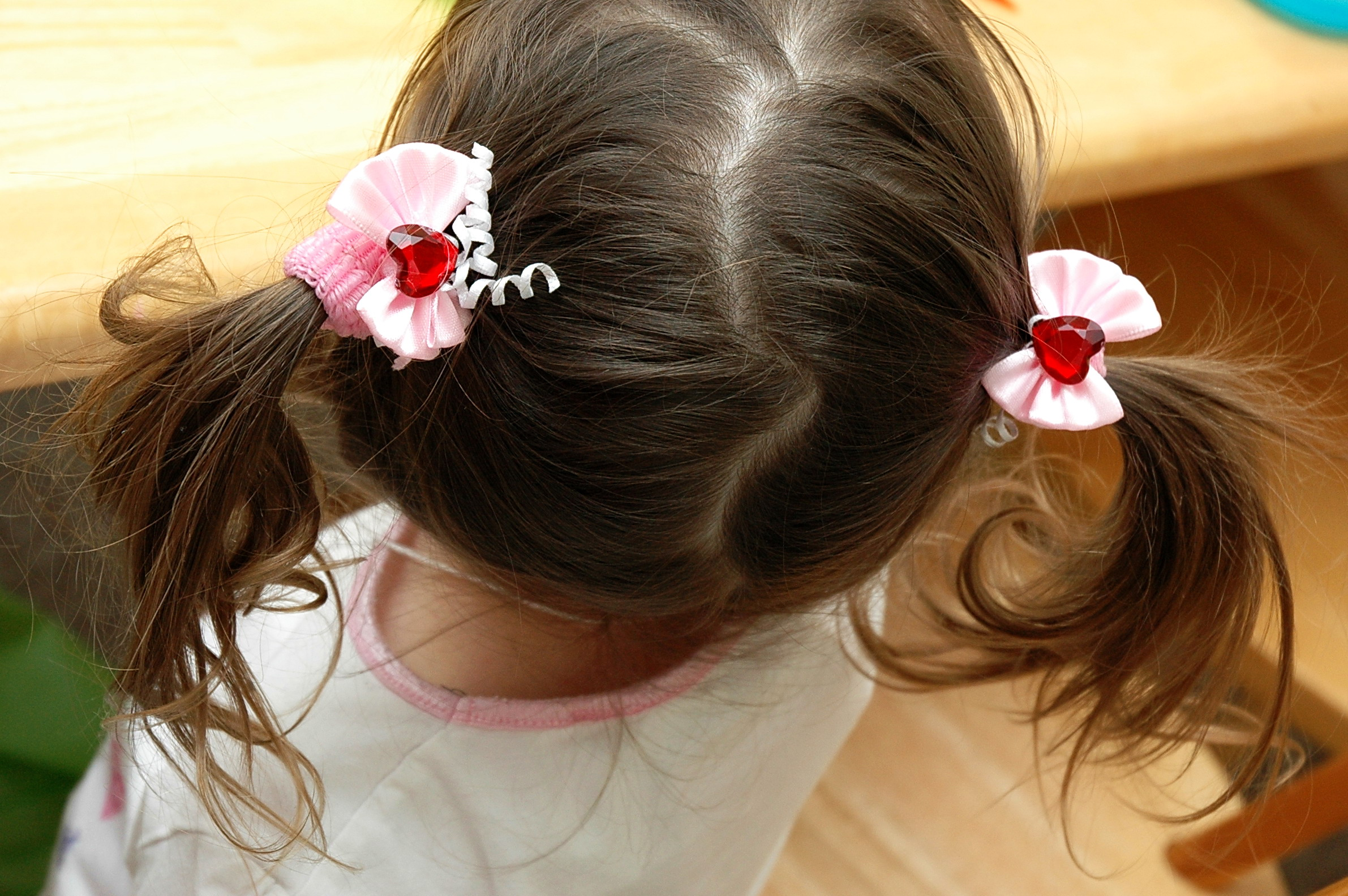
Flicka med håret i råttsvansar.

Råttsvansar eller ibland "pippilotter" är en frisyr där håret delas i mittbena och förs samman i två tofsar. Om håret även flätas används oftast inte termen råttsvans.
Traditionellt hade små flickor under förskoleåldern ofta håret i råttsvansar och när håret hunnit växa ut övergick frisyren till flätor. Numera förekommer det att även äldre flickor och kvinnor bär håret i råttsvansar. När kvinnor har håret i råttsvansar är det ofta i en variant där tofsarna sitter lågt eller är lösa. En frisyr med strama tofsar högt uppe på huvudet är mer förknippat med yngre flickor. När vuxna bär en sådan frisyr kan det handla om ett uttryck för en subkultur eller att få skådespelare att verka yngre än de är. Frisyren uppfattas som feminin och är mycket ovanlig på män.
En besläktad frisyr är hästsvans, där håret samlas i en tofs i nacken.